# Ulster Volunteers
I Ulster Volunteers (Volontari dell'Ulster) erano una milizia unionista fondata nel 1912 per bloccare l'approvazione dell'autogoverno (Home Rule) per l'Irlanda. Nel 1913 si organizzarono nell'Ulster Volunteer Force. Un moderno gruppo paramilitare lealista fondato nel 1966, condivide lo stesso nome (Ulster Volunteer Force o UVF) e rivendica una discendenza diretta da questa organizzazione, pur non essendoci legami strutturali tra le due.

## Fondazione
In origine i Volontari dell'Ulster furono organizzati da Edward Carson e James Craig come milizie unioniste in vista di un potenziale successo della terza legge sull'autogoverno irlandese. All'inizio del 1912 unionisti e membri dell'Ordine di Orange iniziarono varie esercitazioni e, il 9 aprile, Carson e il conservatore Andrew Bonar Law avevano già esaminato 100 000 volontari. Il 28 settembre 237 368 uomini, sostenuti da 234 046 donne, firmarono l'Ulster Covenant, impegnandosi a utilizzare tutti i mezzi necessari per sconfiggere la cospirazione di creare un Parlamento autonomo in Irlanda.

## Partizione
Il Government of Ireland Act del 1920 stabilì l'Home Rule per l'Irlanda del Nord e per quella del Sud, dando la possibilità all'Irlanda del Nord di unirsi al resto dell'isola o dividersene. Il Parlamento dell'Irlanda del Nord, a maggioranza unionista, scelse di rimanere parte del Regno Unito, mentre nel Sud i repubblicani irlandesi iniziarono una guerra contro l'Esercito britannico (guerra anglo-irlandese) che portò alla creazione dello Stato Libero d'Irlanda. 
Alcuni uomini del gruppo riformato nel 1920 (dopo la prima guerra mondiale) furono reclutati dalla Ulster Special Constabulary. Essi furono ampiamente accusati di attentati contro la popolazione nazionalista cattolica irlandese dell'Irlanda del Nord durante la guerra anglo-irlandese, in rappresaglia per gli attacchi dell'Esercito Repubblicano Irlandese (IRA) contro obiettivi civili, di polizia e militari.